# Trigonomima anamaliensis
Trigonomima anamaliensis är en tvåvingeart som beskrevs av Joseph och Parui 1980. Trigonomima anamaliensis ingår i släktet Trigonomima och familjen rovflugor. Inga underarter finns listade i Catalogue of Life.